# Haplogona rothenbuehleri
Haplogona rothenbuehleri är en mångfotingart som först beskrevs av Karl Wilhelm Verhoeff 1900.  Haplogona rothenbuehleri ingår i släktet Haplogona och familjen Verhoeffiidae. Inga underarter finns listade i Catalogue of Life.